# 華叔陽
華叔陽（1547年—1575年），字起龍，號玄谷，直隸常州府無錫縣人，民籍，明朝政治人物。

## 生平
隆慶元年（1567年）丁卯科應天府鄉試第十六名。隆慶二年（1568年）聯捷戊辰科第二甲第十一名進士。授工部都水司主事，不久称病辞官回乡。三年后起补刑部四川司主事，调礼部主客司主事，萬曆二年（1574年）因为父亲去世辞官。次年卒，年二十九岁。著有《华礼部集》。

## 家族
曾祖華燁；祖父華謹，州判官 封兵部郎中；父華察，南京翰林院侍讀學士。嫡母錢氏（封宜人）；生母顧氏。
妻王氏為王世貞長女。